# Powerview-Pine Falls
Powerview-Pine Falls es un pueblo canadiense situado en la provincia de Manitoba.

## Superficie
Powerview-Pine Falls tiene una superficie de 4,82 km².

## Demografía
En 2021, tenía 1239 habitantes, una densidad poblacional de 257 hab./km², y 566 viviendas.